# Tubulipora lobifera
Tubulipora lobifera is een mosdiertjessoort uit de familie van de Tubuliporidae. De wetenschappelijke naam van de soort is voor het eerst geldig gepubliceerd in 1963 door Hastings.